# بخش اورنج (شهرستان فایت، ایندیانا)
بخش اورنج (به انگلیسی: Orange Township) یک منطقهٔ مسکونی در ایالات متحده آمریکا است که در شهرستان فایت، ایندیانا واقع شده‌است. بخش اورنج ۷۳۶ نفر جمعیت دارد و ۳۱۴ متر بالاتر از سطح دریا واقع شده‌است.